# حسادت به سبک ایتالیایی
حسادت به سبک ایتالیایی (به ایتالیایی: Dramma della gelosia - Tutti i particolari in cronaca) نام فیلمی است که اتوره اسکولا در سال ۱۹۷۰ کارگردانی کرده‌است. مارچلو ماسترویانی، جانکارلو جانینی، برونو شیپیونی و مونیکا ویتی در این فیلم بازی کرده‌اند.

## داستان فیلم
یک ماجرای عشقی سه جانبه در اوایل دهه هفتاد در رم اتفاق می‌افتد. یک کارگر ساختمان به نام اورست و نامزد جوانش به نام آدلاید، نلو را که یک پیتزا پز هست را ملاقات می‌کند. این مثلث عشقی اغلب به تظاهرات کمونیستی می‌روند و از ساحل کثیف اوستیا لذت می‌برند. آیا این محیط غیر دوستانه به حسادت می‌انجامد؟